# Asociația Traducătorilor din România
Asociația Traducătorilor din România (ATR) este o organizație profesională non-profit, care și-a propus ca misiune promovarea și reprezentarea la nivel național și internațional a traducătorilor, interpreților și terminologilor din România, apărarea drepturilor și intereselor lor nepatrimoniale, promovarea unui standard de înaltă calitate a traducerii în mediul profesional românesc. 
ATR este membru plin al Federației Internaționale a Traducătorilor (FIT) , care reunește 80 de organizații profesionale din peste 60 de țări și reprezintă peste 400.000 de profesioniști.